# Diocèse de Vélez
Le diocèse de Vélez (en latin : Dioecesis Velezana ; en espagnol : Diócesis de Vélez) est un diocèse de l'Église catholique en Colombie, suffragant de l'archidiocèse de Bucaramanga. 

## Territoire

Il comprend les municipalités du département de Santander : Aguada, Albania, Barbosa, Bolívar, Chipatá, Florián, El Peñón, Guavatá, Güepsa, Jesús María, Landázuri, La Belleza, La Paz, Puente Nacional, Sucre, San Benito, Santa Helena del Opón, Vélez et le district de Santa Rita del Opón de la municipalité d'El Guacamayo ce qui représente un territoire de 4 957 km2 divisé en 33 paroisses.
Le siège épiscopal est dans la ville de Vélez où se trouve la cathédrale dédiée à Notre-Dame des Neiges, patronne du diocèse. Le sanctuaire du Saint Christ de Guavatá conserve un Christ crucifié, trouvé par une indigène en 1730, et considéré comme miraculeux par les fidèles.

## Histoire
Le diocèse est érigé le 14 mai 2003 par la constitution apostolique Ad satius providendum du pape Jean-Paul II en prenant une partie du territoire du diocèse de Socorro et San Gil. La ville de Vélez est désignée comme siège épiscopal et l'église paroissiale de Notre-Dame des Neiges est élevée au rang de cathédrale avec la création d'un chapitre de chanoines. Vélez est nommé suffragant de l'archidiocèse de Bucaramanga.

## Évêques
- Luis Albeiro Cortés Rendón (de) (14 mai 2003 - 30 novembre 2015), nommé évêque auxiliaire de Pereira
- Marco Antonio Merchán Ladino (de) (26 octobre 2016 - 14 avril 2023), nommé évêque de Neiva